# Zakaznik Karatsjevski
Zakaznik Karatsjevski (Russisch: Карачевский заказник) is gesitueerd in het noordoosten van de oblast Brjansk in het Europese deel van Rusland en heeft een oppervlakte van 276 km². De belangrijkste taak van de zakaznik is om wisenten (Bison bonasus) te laten acclimatiseren in het omringende bosgebied. De andere taken zijn het beschermen van planten en dieren die op de Rode Lijst van Rusland en de regionale Rode Lijst van Brjansk staan en het behoud van de biodiversiteit en landschappelijke diversiteit in het algemeen.

## Wisenten
Zakaznik Karatsjevski werd gecreëerd om de vrijlevende populatie wisenten in de oblast Brjansk te herstellen en te verbinden met de wisentpopulatie in de naburige oblast Orjol. Zakaznik Karatsjevski grenst in het noordoosten aan het Nationaal Park Orlovskoje Polesje, die op zijn beurt weer verbonden is met het strikte natuurreservaat Zapovednik Kaloezjskië Zaseki. Omdat de gebieden dicht bij elkaar liggen is uitwisseling van individuen mogelijk en dit bleek in de praktijk ook zo te zijn. Het wisentproject in de regio werd in de jaren '90 gestart en wordt gecoördineerd door de Russische afdeling van het WNF.

## Flora
Het reservaat bestaat uit oude bossen, graslanden en bouwland. Ook stromen er enkele kleine rivieren door het gebied. Zeldzame planten in Zakaznik Karatsjevski zijn de kievitsbloem (Fritillaria meleagris), dennenorchis (Goodyera repens) en welriekende nachtorchis (Platanthera bifolia).